# Rotfruktschips

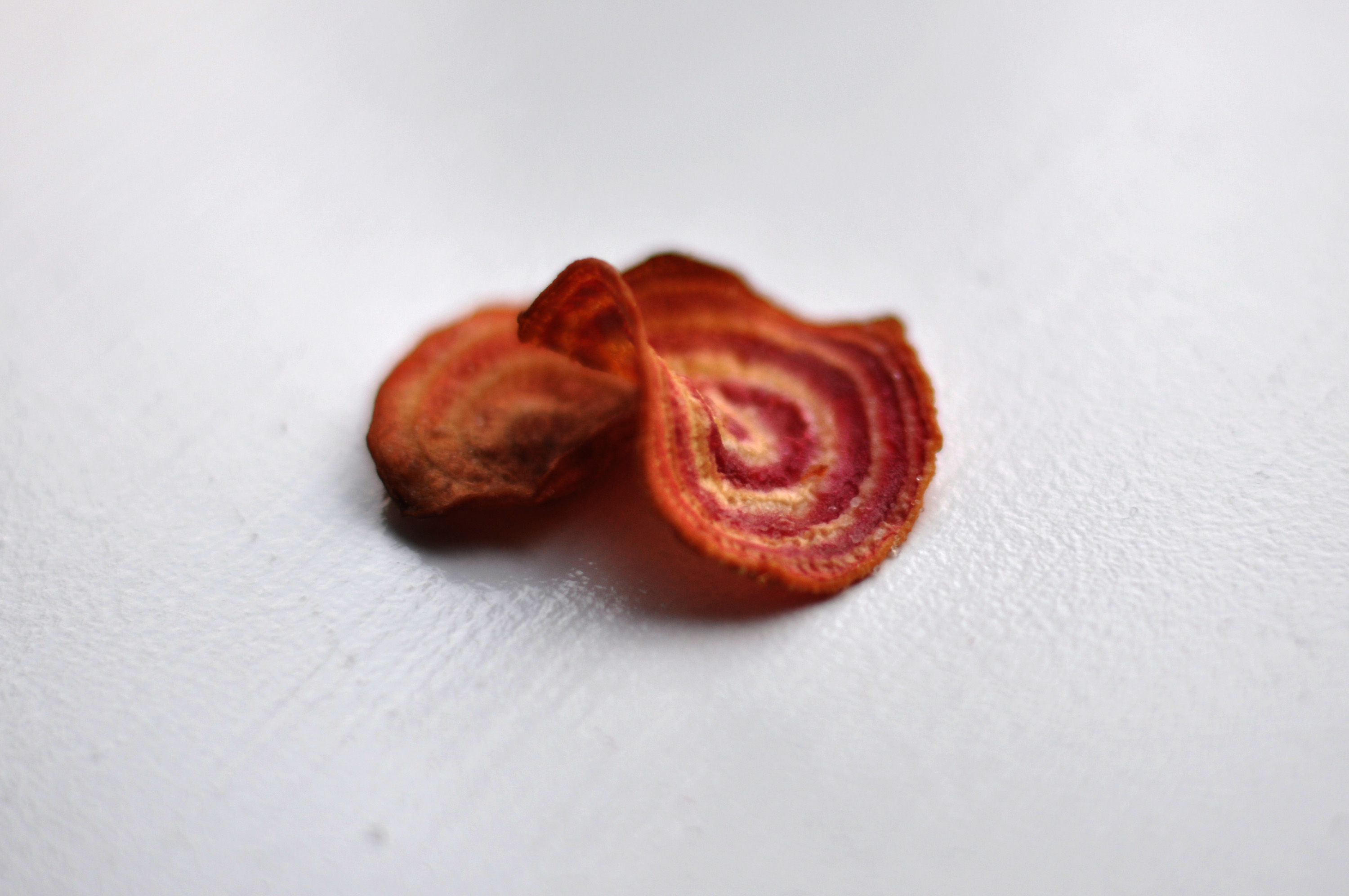
Ett rotfruktschips.

Rotfruktschips är chips baserade på rotfrukter, till exempel palsternacka, rödbeta och morot. Det finns bland annat under varumärken som Rootfruit, Glennans, Terrachips och Tyrells.
Chipsen innehåller ofta ungefär lika mycket fett som potatischips och smaksätts vanligen med salt.